# Agalaia centralis
Agalaia centralis är en getingart som först beskrevs av Cameron 1907.  Agalaia centralis ingår i släktet Agalaia och familjen getingar. Inga underarter finns listade i Catalogue of Life.